# Villeneuve-sur-Cher
Villeneuve-sur-Cher é uma comuna francesa na região administrativa do Centro, no departamento Cher. Estende-se por uma área de 26,56 km². Em 2010 a comuna tinha 438 habitantes (densidade: 16,5 hab./km²).